# フリードリヒ・ハンニバル・フォン・トゥルン・ウント・タクシス

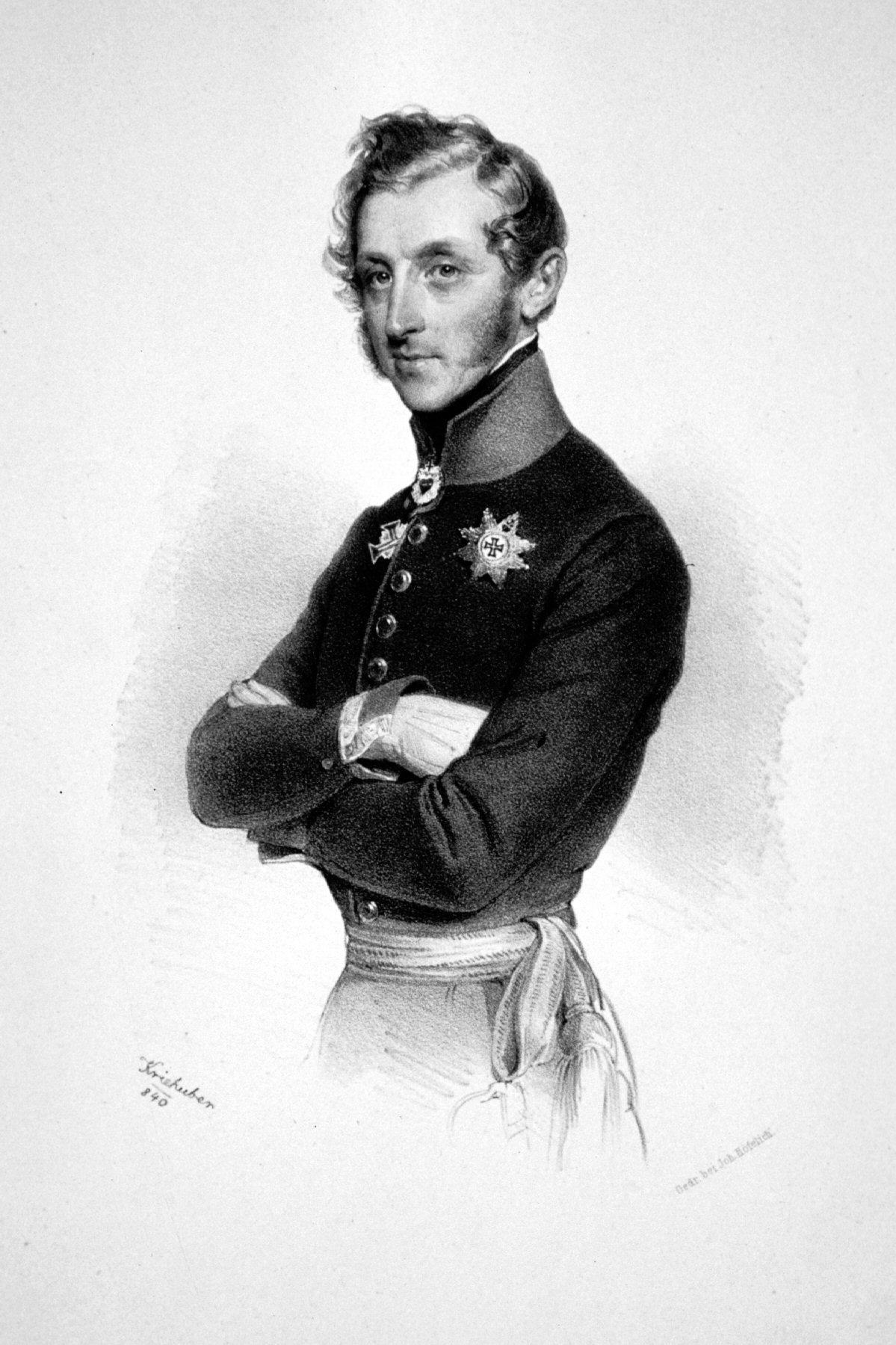
フリードリヒ・ハンニバル・フォン・トゥルン・ウント・タクシス侯子、ヨーゼフ・クリーフーバーによるリトグラフ、1840年

フリードリヒ・ハンニバル・フォン・トゥルン・ウント・タクシス（Friedrich Hannibal Prinz von Thurn und Taxis, 1799年9月3日 プラハ - 1857年1月17日 ヴェネツィア）は、オーストリア帝国の将軍。騎兵大将。

## 生涯
トゥルン・ウント・タクシス侯子マクシミリアン・ヨーゼフとロプコヴィッツ侯女マリー・エレオノーレ（1770年 - 1834年）の間の五男。家庭教育の後、1809年6月ザクセン近衛軍所属の陸軍中尉に任官。1814年10月オーストリア帝国陸軍の中尉に転じ、1815年3月のオーストリア陸軍による散発的な戦闘を伴うパリ進撃に参加した。1817年皇帝の息女レオポルディーネ大公女のブラジルへの嫁入りに随員として同行し、欧州へ戻った。
1821年大尉、1829年少佐に昇進。1830年マインツ要塞司令官フェルディナント・フォン・ヴュルテンベルク公子の副官を短期間務める。1831年、ドナウ川流域に発生したコレラ防疫の歩哨線の陣頭指揮を執り、自らコレラに罹患し重篤な状態となるも、回復した。1833年陸軍大佐となると同時に連隊長職を務める。1838年チロル州の帝国等族台帳（貴族台帳）に、1842年ハンガリーの貴族籍（インディゲナート）にそれぞれ登録された。1840年陸軍少将となり、プロスチェヨフ駐屯の騎兵旅団の司令となる。1842年プラハ駐屯の歩兵旅団の旅団長に転じた。
1848年陸軍中将に昇進し、同時に第2軍団の予備役旅団の司令官として第一次イタリア独立戦争を戦うことになる。陸軍少将の弟ヴィルヘルムと共に、第2軍団の司令官コンスタンティン・ダスプレ陸軍中将の指揮下で戦った。フリードリヒ・ハンニバルの旅団は6月26・27日のヴォルタの戦いでは元帥ヨーゼフ・ラデツキーの指揮下で戦い、元帥のミラノへの進軍に随従した。1849年3月、ノヴァーラの戦いの後は旅団と共にプラハに戻った。
1850年スウェーデンに旅行し、1851年リンツの陸軍司令部を訪れた。1851年第50歩兵連隊（Infanterie-Regiments Nr. 50）の連隊長となる。1853年ベルリンで実施されたプロイセン近衛軍の大演習を視察。直後に戻ったウィーンのホーフブルク宮殿にてトラバント近衛連隊 (二重帝国陸軍)に任じられる。1854年4月20日、騎兵大将に昇進。同年6月皇后エリーザベトの侍従長となり、1856年の皇后のヴェネツィア旅行に随行。1857年1月、同地で腸チフスに罹り死去した。遺骸はヴィチェンツァのサンタ・ルチア墓地の、1848年戦役で戦死していた弟ヴィルヘルムの墓の近くに埋葬された。

## 子女
1831年6月29日ウィーンで、伯爵令嬢マリー・アントイネッテ・バッチャーニ（1806年 - 1881年）と結婚し、間に7人の子をもうけた。
- ラモラル・フリードリヒ・ヴィルヘルム・マクシミリアン・ヴィンツェンツ・ゲオルク（1832年 - 1903年） - 陸軍中将、1871年伯爵令嬢アントーニエ・シャフゴッチュと結婚
  - フリードリヒ・ラモラル・ヨーゼフ・マリア・アントン（1871年 - 1945年） - 第二次世界大戦直後に赤色テロの犠牲となる
  - フーゴー・ラモラル・ヨーゼフ・ヘルマン（1873年 - 1915年） - 第一次世界大戦で戦死
- ローザ・マリー・エレオノーレ（1833年 - 1907年）
- マリー・ヘレーネ・ソフィー・イザウーレ（1836年 - 1901年） - 1871年ヴォルフガング・キンスキー伯爵と結婚
- ラウラ（1838年）
- フリードリヒ・アルトゥール・フェルディナント（1839年 - 1906年） - 陸軍少将、1872年伯爵令嬢マリア・フォン・トゥーン・ウント・ホーエンシュタインと結婚
- アルトゥール・ヨハン・バプティスト・フィリップ・ラモラル・フリードリヒ（1842年 - 1848年）
- イレーネ・マリア（1847年）